# 田中大秀
田中 大秀（たなか おおひで、安永6年8月28日（1777年9月29日） - 弘化4年9月16日（1847年10月24日））は、江戸時代後期の国学者。初名は紀文（としぶみ）・大秀・八月麿。字は寿豊。号は千種園・賞月榭・湯津香木園（ゆつかつらぞの、屋号でもある）・荏野翁（えなのおきな）。通称は、弥次郎・弥兵衛・兵助。

## 生涯
飛騨国高山一之町の薬種商田中屋の三男として生まれる。父は弥兵衛博道。田中家は商売以外にも冬頭村（現・岐阜県高山市冬頭町）に所有する広大な田畑を小作人に貸し与えており、経済的に恵まれた環境であった。幼少の頃より学問を好み、はじめ熱田神宮神官の粟田知周や歌人伴蒿蹊に学ぶ。
享和元年（1801年）4月、23歳のとき厄払いのため伊勢神宮に参拝。その途次、京都滞在中の本居宣長を訪問。即座に入門を果たしそのまま2ヶ月程度、宣長の講釈を熱心に受ける。帰郷後まもなく宣長の訃報に接した。宣長の嗣子である本居大平は生涯の師友となった。
享和3年（1803年）、兄の休明（よしあき）が夭折したため、26歳で家督を継いだ。大秀は和歌に長じ、書も能くし、篳篥や琴にも才能を発揮した。文化5年（1808年）、琴士玉堂と名乗っていた浦上玉堂が高山の大秀を訪ねた記録がみられる。
文化15年（1818年）、41歳で長子に家督を譲り隠居し、「稲置（いなき）の森」にある祠堂を『延喜式』にその名がみえる荏名神社と同定し、これを再興。本殿の傍らに隠棲し荏野翁と称し、国学の研究と後進の育成に専念した。文政3年（1820年）、平安時代に造営され中世以降荒廃していた飛騨総社を再興する。
天保から弘化にかけて、幾度か越前（越前大野・勝山・福井・敦賀）を訪問し、橘曙覧をはじめとする多くの門弟を育てた。弘化3年（1846年）、越前に招かれ、45年前に宣長から受けた万葉集講釈（鈴屋万葉講説）に自説を交えて講釈した。
弘化4年（1847年）、死没。享年71。法号は松室了郭居士、諡号は豊美豆穏八束垂穂大人。荏名神社から南方に大きな松が生い茂る丘があるが、大秀は「松室岡」（むろまつおか）と名付け、生前から自らの墓地と定めていた。ここにある石碑には自らの筆跡で「田中大秀之奥城」と刻まれ、その後方の小円墳に大秀が葬られている。
今日よりは 我まつむろに 蔭しめて ちよのみどりを 友とたのまむ　荏野翁
大正4年（1915年）、正五位を追贈された。

## 国学の研究と著作
大秀は生涯、師である宣長を敬慕し続け、毎年飛騨の地で宣長の追悼会を主催し、独自の国学を発展させた。研究においても、宣長の『古事記伝』の流れを汲み、緻密で博識であった。『竹取翁物語解』は当時から評判になったが、今日でも古典に興味を持つ研究者には必読の書である。
- 『養老美泉弁註』
- 『竹取翁物語解』
- 『落窪物語解』
- 『土佐日記解』
- 『蜻蛉日記紀行解』
- 『飛騨総社考』
- 『荏野冊子』
- 『荏野集』自撰歌集　文政8年（1825年） 515首を掲載する

## その他
- 飛騨高山の「高山祭り」は1800年頃に、大秀が神事を盛んにするために始めたという説がある。
- 文化12年（1815年）養老美泉について尾張藩儒臣、秦鼎と激しい論争を交わす。
- 大秀による撥ね橋（荏名神社神橋）の設計図面（天保15年（1844年））が残されている。

## 門弟
- 橘曙覧（たちばな あけみ）
- 山崎弘泰（やまざき ひろやす）
- 赤田臥牛（あかだ がぎゅう）
- 富田礼彦（とみた いやひこ）
- 布川正沖（ぬのかわ まさおき）
- 稲田元浩（いなだ げんこう）
- 大森旭亭（おおもり きょくてい）
- 吉村友閑斎（よしむら ゆうかんさい）
- 蒲八十村（かば やそむら）
- 今井信古（いまい のぶふる）